# Allata
Allata is een geslacht van vlinders van de familie tandvlinders (Notodontidae).

## Soorten
- A. affinis Rothschild, 1917
- A. argentifera Walker, 1862
- A. benderi Dierl, 1976
- A. costalis Moore, 1879
- A. indistincta Rothschild, 1917
- A. plusiata Walker, 1865
- A. raquelae Schintlmeister, 1993